# Ла-152
Ла-152 (по классификации НАТО — Type 4) — второй реактивный истребитель созданный ОКБ-301 под руководством С.А.Лавочкина. Совершил первый полёт в декабре 1946 года.

## История разработки

### Ла-152
Летом 1946 ОКБ-301 под руководством С.А. Лавочкина начало проектировать свой второй реактивный истребитель, получивший обозначение «152».
Он также был реданной схемы, однако в отличие от предшественника больше напоминал Як-15, кабина сместилась назад, а крыло расположилось ниже. Само крыло было скомпоновано из тонких скоростных профилей. Двигатель РД-10 устанавливался снизу головной части фюзеляжа на своеобразной внешней подвеске, что существенно упростило сборку и эксплуатацию самолёта. К тому же, благодаря такой конструкции, РД-10 легко можно было заменить на другой двигатель, без существенных доработок планера.
Вооружение изначально планировалось из двух 37-мм пушек Н-37, затем из четырёх 23-мм НС-23, а окончательно конструкторы остановились на вооружении состоящем из трёх НС-23. Две пушки устанавливались по правому борту и одна по левому, общий боезапас составлял 150 патронов. Бронирование кабины включало в себя лобовое 55-мм бронестекло, 8-мм переднюю бронеплиту и 8-мм бронеспинку.
Сборка самолёта завершилась в октябре 1946 года, а в декабре лётчик-испытатель Е.И. Фёдоров впервые поднял Ла-152 в воздух. В ходе испытаний обнаружились малая путевая устойчивость и малые нагрузки на РУС от рулей высоты на посадке. После доводки, в апреле 1947 года заводские испытания закончились. По скоростным характеристикам Ла-152 превосходил Як-15, однако его взлётно-посадочные характеристики были хуже, что ограничивало использование самолёта с грунтовых взлётно-посадочных полос.
В июле 1947 года истребитель передали в НИИ ВВС на госипытания, однако вскоре, после отказа двигателя самолёт был серьёзно повреждён при посадке, после которой самолёт списали.

### Ла-152УТИ
Проектировался, однако так и не был построен двухместный учебно-тренировочный вариант самолёта «152».

### Ла-154
На стадии проектирования самолёта «152» была предусмотрена замена РД-10 на РД-20 или ТР-1. Проект истребителя с двигателем А.М. Люльки ТР-1 получил обозначение «154». Планер для него был построен, однако он так и не дождался двигателя, из-за того что доводка двигателя сильно затянулась.

## Тактико-технические характеристики
Приведены данные заводский испытаний.
Источник данных: Gordon, 2002.

Технические характеристики
- Экипаж: 1 пилот
- Длина: 9,04 м
- Размах крыла: 8,2 м
- Высота: 2,65 м
- Площадь крыла: 12,15 м²
- Масса пустого: 2310 кг
- Нормальная взлётная масса: 3160 кг
- Масса топлива во внутренних баках: 620 кг
- Силовая установка: 1 × ТРДФ РД-10
- Тяга: 1 × 8,8 кН (900 кгс)

Лётные характеристики
- Максимальная скорость:  
  - на высоте 3000 м: 830 км/ч
  - на высоте 5000 м: 840 км/ч
- Посадочная скорость: 165 км/ч
- Практическая дальность:  
  - у земли: 340 км
  - на высоте 5000 м: 495 км
  - на высоте 8500 м: 700 км
- Продолжительность полёта:
  - у земли: 24,5 мин
  - на высоте 5000 м: 55 мин
  - на высоте 8500 м: 1 ч 18 мин
- Практический потолок: 12 500 м
- Скороподъёмность: 18,0 м/с
- Время набора высоты: 5000 м за 5,6 мин
- Нагрузка на крыло: 260 кг/м²
- Тяговооружённость: 0,282
- Длина разбега: 796 м
- Длина пробега: 740 м

Вооружение
- Стрелково-пушечное: 3 × 23 мм пушки НС-23 с 50 патр. на ствол